# Lijst van shorttrackrecords 500 meter vrouwen junioren
Dit is een overzicht van de schaatsrecords op de 500 meter vrouwen junioren bij het shorttrack.

## Ontwikkelingwereldrecordjunioren 500 meter shorttrack
| Nr | Naam              | Land       | Tijd   | Plaats         | Datum      |
| -- | ----------------- | ---------- | ------ | -------------- | ---------- |
| 1  | Won Hye-kyung     | Zuid-Korea | 47,01  | Seoel          | 15-01-1994 |
| 2  | Kim Yoon-mi       | Zuid-Korea | 46,23  | Calgary        | 28-01-1995 |
| 3  | An Sang-mi        | Zuid-Korea | 46,076 | Marquette      | 11-01-1997 |
| 4  | Ellen Wiegers     | Nederland  | 45,993 | Nagano         | 29-03-1997 |
| 5  | Katia Zini        | Italië     | 45,363 | Székesfehérvár | 08-01-2000 |
| 6  | Marie-Eve Drolet  | Canada     | 45,305 | Warschau       | 06-01-2001 |
| 7  | Byun Chun-sa      | Zuid-Korea | 44,905 | Boedapest      | 11-01-2003 |
|    |                   |            |        |                |            |
| ?  | Sofia Prosvirnova | Rusland    | 43,704 | Erzurum        | 08-03-2014 |